# Њемачки цар
Њемачки цар (њем. Deutscher Kaiser) била је званична титула шефа државе и насљедног владара Њемачког царства. Посебно изабран појам, уведен је уставом од 1. јануара 1871. и трајао је до званичне абдикације Вилхелма II 28. новембра 1918. године. За цара Светог римског царства се понекад у јасном историјском контексту користи и назив „њемачки цар”, што је изведено од званичног назива Светог римског царства „Свето римско царство њемачког народа” из 1512. године.
Након револуције 1918, шеф државе је био предсједник Рајха (њем. Reichspräsident), а први је ту дужност обављао Фридрих Еберт.